# سودابت
شركة البترول الوطنية بالسودان، المعروفة أيضا باسم سودابت، هي شركة نفط مملوكة للدولة مقرها في السودان. تأسست عام 1997 وهي مملوكة بالكامل لوزارة الطاقة والتعدين (في وقت لاحق: وزارة البترول والغاز).

## التاريخ
في تشرين الثاني / نوفمبر 1997، الولايات المتحدة فرضت عقوبات ضد السودان على أساس أن الأرباح المتأتية من النفط تستخدم في إذكاء الحرب الأهلية. في شباط / فبراير 2000، حكومة الولايات المتحدة تمديد العقوبات لتشمل سودابت وشركة النيل الكبرى لعمليات البترول (GNPOC). كانت هذا الخطوة مثيرة للجدل حيث أن الشركة الكندية الدولية تاليسمان للطاقة كانت تمثل 25% من المساهمين في GNPOC.

## المشاريع
يساهم في الشركة مجموعة من أصحاب المصالح في جميع مجالات ومشاريع التنمية. وأنشطتها موزعة على النحو التالي:

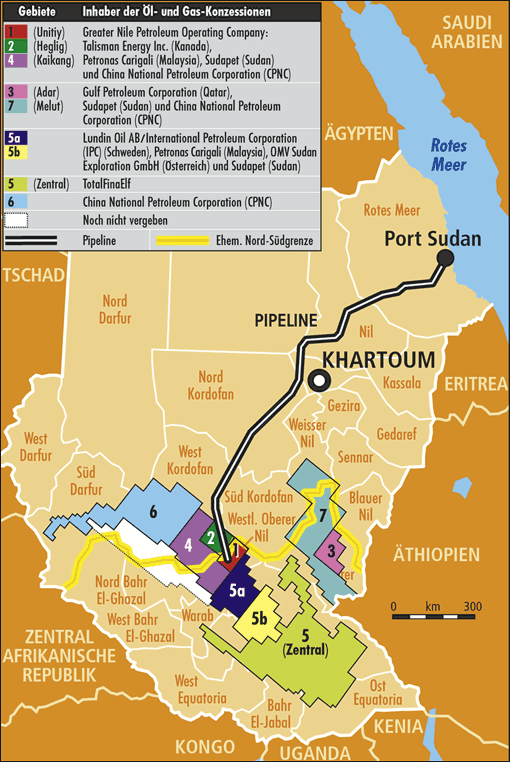
امتيازات النفط والغاز في السودان - 2004

| بدأ العام | شريك    | المشروع | كتلة  | النشاط |
| --------- | ------- | ------- | ----- | --- |
| 1995      | CNPCIS  | 5%      | 6     | العقد الجديد عام 2003، بناء خط أنابيب من الفولة إلى الخرطوم بسعة 200,000 برميل لكل يوم (32,000 م3/ي)في الإنتاج منذ عام 2004 |
| 1996      | GNPOC   | 5%      | 1,2,4 | بناء خط أنابيب من هجليج إلى بورتسودان، استكشاف، إنتاج 50,000 برميل لكل يوم (7,900 م3/ي) منذ عام 1999، 290,000 يوميا منذ يوليو / تموز عام 2004، الإنتاج المخطط من 500، 000 في اليوم الواحد بحلول عام 2006 (تأخر بسبب الصعوبات التقنية) |
| 1996/1997 | WNPOC   | 7%      | 5A    | التنقيب منذ عام 1999 |
| 2000      | PDOC    | 8%      | 3,7   | |
| 2001      | WNPOC   | 11%     | 5B    | التنقيب منذ عام 2006 |
| 2003      | WNPOC   | 15%     | 8     | الاستكشاف الزلزالي اعتبارا من تموز / يوليه 2004 |
| 2003      | Sudapak | 15%     | 9     | استكشاف 2004 |
| 2003      | أبكو    | 17%     | ج     | الاستكشاف الزلزالي منذ عام 2004 |

المختصرات:
CNPCIS:تغيير اسمها إلى 'بترو الطاقة E & P'
GNPOC:النيل الكبرى للبترول.
PDOC:شركة بترودار.
WNPOC:النيل الأبيض للبترول.
Sudapak:مؤسسة سودابك الصناعية.
APCO:أدفانسد للبترول.
RSPOC:البحر الأحمر للبترول.
CPOC:المرجان للبترول.
GSPOC:الصحراء الكبرى للبترول.
BNPOC:النيل الأزرق للبترول.
ASE:السودان انيرجيا للبترول.
SOPOC:ستار أويل بتروليوم.
RPOC:روات للبترول.

## وصلات خارجية
- الموقع الرسمي
- المتقدمة للبترول (أبكو) الموقع الرسمي